# 菅牟田駅
菅牟田駅（すがむたえき）は、かつて福岡県鞍手郡宮田町（現・宮若市）磯光にあった、日本国有鉄道（国鉄）宮田線の貨物駅（廃駅）である。

## 概要
歴史上、菅牟田駅を称した駅は2つ存在する。いずれも宮田線磯光駅あるいは同じ位置にあった信号場から分岐する貨物支線にあった駅で、貝島炭礦から産出される石炭を搬出する専用鉄道との接続のために設けられ、貝島炭礦の閉山とともにその役目を終えた。
初代の菅牟田駅は1904年（明治37年）に、後に磯光駅が設置された場所に存在した信号場（菅牟田分岐点）から分岐する支線の終点に設けられた。営業上の起点は勝野駅で、営業マイルは2.7マイル、分岐点からは1.1マイルの位置である。
1910年（明治43年）には、菅牟田分岐点から1.0マイルの位置に分岐点（第二菅牟田分岐点）が設けられ、第二菅牟田駅に向かう支線（0.4マイル）がさらに分岐した。1911年（明治44年）には、第二菅牟田分岐点と菅牟田駅（初代）の路線が廃止され、同日、第二菅牟田駅が2代目の菅牟田駅に改称された。磯光駅からの営業キロは2.2 kmであった。

## 歴史
- 1904年（明治37年）11月25日：菅牟田駅（初代）開業[1]。貨物駅[1]。
- 1910年（明治43年）10月15日：第二菅牟田駅開業[1]。貨物駅[1]。
- 1911年（明治44年）5月13日：第二菅牟田分岐点 - 菅牟田（初代）間廃線により、菅牟田駅（初代）廃止[1]。同時に第二菅牟田駅を菅牟田駅（2代目）に改称[1]。
- 1942年（昭和17年）4月1日：小荷物（雑誌のみ）取り扱い開始[1]。
- 1943年（昭和18年）6月10日：小荷物取り扱い廃止[1]。
- 1977年（昭和52年）7月10日：磯光 - 当駅（2代目）間貨物支線廃止により廃駅となる[1]。

## 隣の駅
日本国有鉄道
宮田線貨物支線
（貨）新菅牟田駅 - （貨）菅牟田駅